# Tin
Tin je muško skoro u potpunost hrvatsko ime.

## Pozadina i značenje
Ime je izvedeno iz imena Martin ali isto tako od Augustin ili Valentin. Tin je dosta često ime, među dvjesto najčešćih muških imena u Hrvatskoj, gdje danas živi preko tisuću ovakih imenjaka.

## Imendan
- 28. kolovoza Augustin, Tin, Gustav (po rimokatoličkom kalendaru)

## Varijacije
- nepoznate

## Poznati nositelji imena
- Tin Kolumbić (* 1936.), hrvatski pjesnik i, pripovjedač i dječji pisac
- Tin Široki (* 1987.), hrvatski alpski skijaš
- Tin Tinović  pseudonim (Augustin Augustinović) (* 1917.), hrvatski i bosanskohercegovački pisac, publicist i misionar
- Tin Ujević (Augustin Josip Ujević) (1892. – 1955.), hrvatski pjesnik

### Literarske figure
- Tin i Bubi su gladni (2000) monografija (knjiga) Blanka Pašagić

### Ostalo
- Saša, Tin i Kedžo, bio kratkotrajni i prvi hrvatski boy band
- Tin na engleski znači kositar

## Poveznice
imehrvatsko.net[neaktivna poveznica]